# شبکه تخت
یک شبکه تخت یک شبکه رایانه‌ای با رویکرد طراحی است که هدف آن کاهش هزینه‌ها، نگهداری و مدیریت است. شبکه‌های تخت برای کاهش تعداد روترها و سوییچ‌ها در یک شبکه رایانه‌ای طراحی شده‌اند به طوری که دستگاه‌ها به جای اتصال به سوییچ‌های جداگانه، به یک سوییچ واحد متصل می‌شوند. برخلاف طراحی شبکه سلسله مراتبی، شبکه فیزیکی با استفاده از سوییچ‌های مختلف جدا نشده است.
توپولوژی یک شبکه تخت به بخش‌های مختلفی با استفاده از روترها تقسیم یا جدا نشده است. برخی از این شبکه‌ها ممکن است از هاب شبکه یا ترکیبی از هاب‌ها و سوییچ‌ها، به جای سوییچ‌ها و روترها، برای اتصال دستگاه‌ها به یکدیگر استفاده کنند. به‌طور کلی، تمام دستگاه‌ها در شبکه بخشی از همان ناحیه پخش هستند.

## موارد استفاده
شبکه‌های تخت معمولاً در خانه‌ها یا کسب و کارهای کوچک که نیازهای شبکه کم است استفاده می‌شوند. شبکه‌های خانگی معمولاً به امنیت شدید یا جداسازی نیاز ندارند، زیرا شبکه اغلب برای ارائه دسترسی چندین رایانه شخصی به اینترنت استفاده می‌شود. در چنین مواردی، یک شبکه پیچیده با بسیاری از سوییچ‌ها لازم نیست. شبکه‌های تخت همچنین به‌طور کلی راحت‌تر برای مدیریت و نگهداری هستند زیرا از سوییچ‌ها یا روترهای کمتر پیچیده استفاده می‌شود. خرید سوییچ‌ها می‌تواند هزینه‌بر باشد، بنابراین شبکه‌های تخت می‌توانند برای کمک به کاهش تعداد سوییچ‌هایی که باید خریداری شوند، اجرا شوند.

## معایب
شبکه‌های تخت برخی معایب را ارائه می‌دهند، از جمله:
- امنیت ضعیف – به دلیل اینکه ترافیک از یک سوییچ عبور می‌کند، امکان تقسیم شبکه به بخش‌ها و جلوگیری از دسترسی کاربران به بخش‌های خاصی از شبکه وجود ندارد. برای هکرهای رایانه‌ای آسان‌تر است که داده‌ها را در شبکه رهگیری کنند.
- عدم تکرارپذیری – از آنجا که معمولاً یک سوییچ وجود دارد، یا چند دستگاه، ممکن است سوییچ خراب شود. از آنجا که مسیر جایگزینی وجود ندارد، شبکه غیرقابل دسترسی می‌شود و رایانه‌ها ممکن است اتصال خود را از دست بدهند.
- قابلیت توسعه و سرعت – اتصال تمام دستگاه‌ها به یک سوییچ مرکزی، یا به‌طور مستقیم یا از طریق هاب‌ها، احتمال تصادف‌ها (به دلیل هاب‌ها) را افزایش می‌دهد، سرعت انتقال داده را کاهش می‌دهد و زمان اضافی برای پردازش داده‌ها توسط سوییچ مرکزی نیاز دارد. همچنین بدتر مقیاس‌پذیری می‌شود و احتمال خرابی شبکه در صورت استفاده بیش از حد از هاب‌ها و عدم وجود سوییچ‌های کافی برای کنترل جریان داده‌ها در شبکه را افزایش می‌دهد.